# Europees kampioenschap voetbal 2020 (kwartfinale) Oekraïne - Engeland
Dit artikel gaat over de wedstrijd in de kwartfinales tussen Oekraïne en Engeland die gespeeld werd op zaterdag 3 juli 2021 in  in het Olympisch Stadion te Rome tijdens het Europees kampioenschap voetbal 2020. Het duel was de 48ste wedstrijd van het toernooi en de 12de van de knock-outfase. Engeland kwalificeerde zich door een 0–4 zege voor de halve finales, Oekraïne werd uitgeschakeld.

## Voorafgaand aan de wedstrijd
- Oekraïne stond bij aanvang van het toernooi op de 24ste plaats van de FIFA-wereldranglijst.[1] Vijftien Europese landen en EK-deelnemers stonden boven Oekraïne op die lijst. Engeland was op de vierde plaats terug te vinden.[2] Engeland kende drie Europese landen en EK-deelnemers met een hogere positie op die lijst.
- Oekraïne en Engeland troffen elkaar voorafgaand aan deze wedstrijd al zeven keer. Oekraïne won één wedstrijd, Engeland zegevierde viermaal en twee keer eindigde het duel onbeslist. In de groepsfase van het EK 2012 (1–0) verloor Oekraïne van Engeland.
- Voor Oekraïne was dit haar derde deelname aan een EK-eindronde en wel op rij. Op zowel het EK 2012 als het EK 2016 strandde Oekraïne in de groepsfase. Engeland nam voor een tiende maal deel aan een EK-eindronde en de derde achtereenvolgende. Engelands beste prestatie was het bereiken van de halve finales op het EK 1968 en het EK 1996.
- Oekraïne plaatste zich voor de achtste finales met drie punten en een derde plaats in groep C, achter Nederland en Oostenrijk en boven Noord-Macedonië. Engeland werd met zeven punten groepswinnaar in groep D, boven Kroatië, Tsjechië en Schotland.
- De winnaar van deze wedstrijd zou het in de halve finales in het Wembley Stadium gaan opnemen tegen de winnaar van de kwartfinale tussen Tsjechië en Denemarken.

## Wedstrijdgegevens[3]
| Datum                  | 3 juli 2021                                                                                            | 3 juli 2021                                                                                            |
| Aftrap                 | 21:00 uur                                                                                              | 21:00 uur                                                                                              |
| Wedstrijdnummer        | 48 | 48 |
| Stadion                | Olympisch Stadion, Rome                                                                                | Olympisch Stadion, Rome                                                                                |
| Toeschouwers           | 11.880                                                                                                 | 11.880                                                                                                 |
| Scheidsrechter         | Felix Brych                                                                                            | Felix Brych                                                                                            |
| Assistenten            | Mark Borsch Stefan Lupp                                                                                | Mark Borsch Stefan Lupp                                                                                |
| Vierde official        | Carlos del Cerro Grande                                                                                | Carlos del Cerro Grande                                                                                |
| Videoscheidsrechters   | Marco Fritz Christian Dingert (assistent) Christian Gittelmann (assistent) Bastian Dankert (assistent) | Marco Fritz Christian Dingert (assistent) Christian Gittelmann (assistent) Bastian Dankert (assistent) |
| Man van de wedstrijd   | Harry Kane                                                                                             | Harry Kane                                                                                             |
|                        | Oekraïne                                                                                               | Engeland                                                                                               |
| Doelpunten             | 0 | 4 |
| Gele kaarten           | 0 | 0 |
| Rode kaarten           | 0 | 0 |
| Wissels                | 2 | 5 |
| Schoten op doel        | 2 | 6 |
| Schoten naast doel     | 1 | 2 |
| Overtredingen          | 10 | 4 |
| Hoekschoppen           | 3 | 2 |
| Buitenspel             | 0 | 2 |
| Passnauwkeurigheid (%) | 90 | 92 |
| Balbezit (%)           | 49 | 51 |

| Oekraïne | 0 – 4          | Engeland |
| | goals (assist) | 4' Harry Kane (Raheem Sterling) 46' Harry Maguire (Luke Shaw) 50' Harry Kane (Luke Shaw) 63' Jordan Henderson (Mason Mount)                                         |
| Andrij Sjevtsjenko | bondscoach     | Gareth Southgate |
| Heorhij Boesjtsjan Illya Zabarnyi Serhiy Kryvtsov 35' Mykola Matvijenko Oleksandr Karavajev Serhij Sydortsjoek 64' Oleksandr Zintsjenko Vitaliy Mykolenko Mykola Sjaparenko Roman Jaremtsjoek Andrij Jarmolenko | opstellingen   | Jordan Pickford Kyle Walker John Stones Harry Maguire 65' Luke Shaw 57' Declan Rice 65' Kalvin Phillips Jadon Sancho Mason Mount 65' Raheem Sterling 73' Harry Kane |
| Viktor Tsihankov 35' Jevhen Makarenko 64' | wissels        | 57' Jordan Henderson 65' Kieran Trippier 65' Marcus Rashford 65' Jude Bellingham 73' Dominic Calvert-Lewin                                                          |
| | gele kaarten   | |
| | rode kaarten   | |